# Cirsten Kunz-Strueder

Cirsten Kunz

Cirsten Kunz-Strueder (* 11. September 1981 in Wetzlar als Cirsten Kunz) ist eine deutsche Politikerin der SPD. Seit dem 19. Januar 2024 ist sie Mitglied des Hessischen Landtags.
Kunz war als wissenschaftliche Mitarbeiterin für die Bundestagsabgeordnete Dagmar Schmidt tätig. Sie gehört der Stadtverordnetenversammlung von Aßlar und dem Kreistag des Lahn-Dill-Kreises an. Zeitweise war sie Fraktionsvorsitzende, in der Stadtverordnetenversammlung von 2016 bis 2021, im Kreistag seit 2019.
Bei der Landtagswahl 2018 kandidierte Kunz im Wahlkreis Lahn-Dill II, verpasste jedoch den Einzug in den Landtag. Zur Wahl 2023 kandidierte sie erneut und verfehlte wiederum den Einzug. Nachdem Christoph Degen zum Staatssekretär berufen worden war, rückte Kunz am 19. Januar 2024 für ihn in den Landtag nach.